# Госпођа министарка (позоришна представа)
Госпођа министарка је позоришна представа настала према комедији Бранислава Нушића из 1929. године. Представа је први пут изведена у Народном позоришту у Београду 25. маја 1929. године, а главни лик тумачила је Жанка Стокић.

## Настанак комедије
Нушић је комедију Госпођа министарка почео да пише пред почетак Првог светског рата, док је био управник театра у Скопљу. Пред избијање рата написао је први и други чин, а рукопис је, оставши у Скопљу, изгубљен. Године 1929, почео је да је пише поново, по сећању. Неки наводи тврде да је Нушић, лик главне јунакиње, Живке Поповић, писао имајући у виду глумицу која се тих година налазила на врхунцу славе - Жанку Стокић.

### Радња
Радња комедије смештена је у Београд, крајем 19. и почетком 20. века. Комад се састоји од четири чина и прати друштвени успон и суноврат жене министра која из свакодневнице једне мале средине нагло доспева у елитне друштвене кругове и која опијена влашћу доноси прегршт лоших одлука. У предговору комедије, о мотивима да истакне Живку као главни лик, Нушић каже:
Ако сте кадгод пажљивије посматрали све што бива око вас, ако сте се погдекад упустили и удубили у односе који регулишу живот једнога друштва и покрете које изазива тај регулатор — ви сте морали запазити да се, кроз живот свакога друштва, јасно бележи једна јака и равна линија. Том равном линијом креће се живот скоро целокупнога нашега друштва. Изнад те линије пењу се само појединци, који имају душевне снаге и храбрости да се узнесу изнад обзира, изнад традиција и изнад малодушности. Много је теже, међутим, тражити и наћи материјал у малој средини, у ономе друштву, међу оним људима, који немају ни снаге ни храбрости да се одвоје од равне линије животне, па било навише или наниже. И, ето, из те и такве средине ја сам узео за руку једну добру жену и добру домаћицу — госпођу Живку Поповић — и изнео је нагло, неочекивано и изненадно, изнад њене нормалне линије живота. Такав један поремећај на теразијама живота кадар је учинити, код људи из мале средине, да изгубе равнотежу те да не умеју да се држе на ногама. И ето, у томе је садржина Госпође министарке, у томе сва једноставност проблема који тај комад садржи.— Бранислав Нушић

#### Први чин
Комедија почиње сценом у којој Живка прекраја мужевљеве панталоне за сина Раку и жали се тетка Савки како нису платили кирију за прошли месец, а ни служавку последња три месеца и како једва састављају крај с крајем. Тражи од тетка Савке да јој позајми 200 динара, а како се ова на почетку нећкала, Живка јој обећава да ће натерати мужа да уђе у неку Владину комисију, те она пристаје. На сцени се затим појављује гимназијалац Рака са крвавом руком и поцепаном одећом. Рака пориче да се тукао и тврди да је био на демонстрацијама против Владе. У наредној сцени, појављују се ћерка Дара и зет Чеда и жале се Живки како их „Министарка“ опет није примила. Чеда жели да од ње испослује вишу класу, а самим тим и већу плату. Љутито каже Живки да му је свега доста јер се оженио без мираза, а Живка му одговара да га нико није терао и да ће добити мираз од 12.000 динара. Чеда је, међутим, и даље незадовољан јер мираз неће добити пре Живкине и Симине смрти, а он нема толико времена. На врата затим долази Пера писар, који јавља како ће „наши“ формирати нову Владу и неколико пута наглашава да жели да се упамти да је он први пренео ту вест. Живка, радосна овом вешћу, грли све редом па и зета Чеду. Потом стиже и момак из министарства и тражи цилиндар за господина Симу. Настаје метеж, покушавају да пронађу цилиндар, а напетост се повећа када сазнају од момка да је било случајева да цилиндар стигне касно па су дотични остајали без министарске фотеље. Након што пронађу цилиндар и момак оде, Живка се жали Дари како није задовољна што се она удала за Чеду који нема школе, не зна језике и не може да напредује и како би могла боље да се уда када би била ћерка министра. Дара се љути и каже како је она задовољна и како они не треба ништа ту да се мешају. Стиже и Пера писар који каже како је видео господина Симу да са цилиндром на глави улази у Двор, што значи и у Владу. Долази поново Чеда који уместо да Живки донесе вести о мужевљевом министровању, упућује јој захтев да му отац изради зајам код Класне лутрије на привредне циљеве како би вратио дугове и да му то буде уместо мираза, и даје на знање Живки да очекује и додатни ангажман. Док се Живка и Чеда препиру упада Рака и доноси вест да је тата постао министар јер њега већ зову министарско прасе, па чак му и псују мајку министарку. Живка му саопштава да се неће више дружити са тим мангупима него са децом енглеског конзула. На крају првог чина, на сцену ступа господин Сима Поповић, министар. Живка га грли и дочекује са: „Министре мој!“, Дара и Чеда му честитају, док Рака виче: „Доле Влада!“. Живка наређује Пери писару да после подне у четири сата дође министарски фијакер како би се три пута провозала од „Калимегдана до Славије“, па макар умрла после тога.

#### Други чин
На почетку другог чина, Чеда седи крај телефона и прима позиве за „госпођу министарку“. Шегрт доноси и шест стотина визит карти на којима пише: „Живана Поповић, министарка“. Живка је променила име јер ново име боље звучи, а уградила је и златну навлаку на здрав зуб. У међувремену, Чеда је молио министра Симу да му уместо мираза изради зајам код Класне лутрије, али овај одбија јер „неће да се прља“ и хоће да остане поштен човек. Живка му саопштава и да више неће бити њен зет јер није довољно добар за њену ћерку. Она код зубара проналази бољу прилику у лику Ристе Тодоровића, кожарског трговца и почасног конзула „Никарагуе“. Рака добија морнарско одело и учитељицу енглеског језика којој, када га ова натера да десет пута каже „решонс лајзејшн“, опсује матер. Након што изгрди Раку и смири учитељицу, Живка позива Дару да јој саопшти да је Чеду разрешила дужности мужа и исприча јој за почасног конзула. Дара јој каже како се са тиме не слаже и како би она напустила Чеду једино ако би сазнала да је вара. Живки то да идеју и она јој саопшти да је Чеда вара, а на питање како она то зна, Живка одговара: „Па, мушко је, мора да вара жену. Тако је то од Бога.“. Након што се Дара расплаче, стиже писар Пера од кога Живка покуша да сазна нешто лоше о свом зету. Пера јој објашњава да је Чеда до сада био сиромашни чиновник са малом платом, а да жене коштају. Додаје и да је могуће да се сиромашни мушкарци сналазе када у кући има младе служавке што Живки даје идеју да искористи Анку у превари. После краћег убеђивања, и обећања да ће добити повишицу плате и из Класне лутрије хиљаду динара на привредне циљеве, Анка пристаје да намами Чеду у своју собу, а да их Живка затекне када Чеда буде без капута. У следећој сцени на врата долази ујка Васа који каже како сваки министар прво збрине своју фамилију па тек онда државу. Он чита списак рођака, њих деветнаест, које Живка треба да прими. Тетка Савка, па прија Соја, тетка Даца и њена ћерка Христина, Јова Поп Арсин, робијаш, и на крају Петар Каленић, за кога нико није чуо, а који тврди да је Живкин род. Живка пристаје да их све прими. Након ујка Васиног одласка, на вратима се појављује Др Нинковић, секретар Министарства спољних послова. Он долази са задатком да Живку научи отменом понашању. Обучен је као кицош, налицкан и са белим рукавицама. Љубазно се опходи, користи француске фразе. Да би била отмена дама, саветује јој да научи да игра бриџ, да почне да пуши и најбитније од свега, да обезбеди љубавника. Живка се чудом чуди, бриџ је у реду, дим цигарете јој смета, а како да има љубавника, шта ће свет рећи. Нинковић је уверава да је у томе поента отмености и после краћег убеђивања Живка, након што се увери да су и госпа Дара и госпа Ната имале љубавника, прихвата да се жртвује. Он је убеђује и да је потребно да дама буде компромитована, тј. да свет почне да прича о томе како је она преотела господина Нинковића од госпође Наталије. Пошто ће бити и оних који ће је бранити, Нинковић саветује да им запуши уста тако што ће њему израдити нову класу иако је пре два месеца добио нову класу, али то је било у време старе Владе. Живка прихвата и ставља Нинковића у дужност љубавника. Долази момак и доноси ружичасто и намирисано љубавно писмо од Нинковића. Живка уз цигарету седа да прочита писмо и након првог дима почиње да се гуши од кашља. Притрчавају Чеда, Дара и Анка да јој помогну и притом Чеда кришом чита писмо и смеши се.

#### Трећи чин
Ујка Васа преговара у Живкино име са Чедом да се он одрекне Даре, а као награду за то му нуди класу или две. Чеда не пристаје на то, а ујка Васа му прети да ће ако не пристане бити премештен у Ивањицу. Чеда узвраћа претњом да ће њему разбити нос, зубару поломити зубе, а почасном конзулу одсећи уши. Ујка Васа му саопштава да ће са Живком убудуће моћи да разговара само званично, као и остали свет. Пошто се Чеда обукао за пријем код госпође Министарке, Анка му се набацује, а Живка пристаје да га прими пошто јој је Анка рекла како ће после тог разговора Чеда доћи у њену собу. Живка прима Чеду и настаје препирка у којој јој он саопштава да јој је нашао просиоца, Др Нинковића и признаје да је прочитао његово љубавно писмо. Живка бесно дозива Дару која се слаже да се удате жене не могу преудавати. Жандарм доводи Раку који је разбио нос сину енглеског конзула јер му је овај, наводно, опсовао оца, рекавши му „олрајт“. Живка позива Нинковића да јој реши овај проблем са конзулом пошто је њеном заслугом већ добио класу. Долази и најављена фамилија, са ујка Васом на челу. Свако од њих саопштава Живки своју жељу, а ујка Васа записује у списак жеља које Живка треба да испуни. Међу њима се највише издваја Петар Калинић за кога нико није чуо до тада, а који води главну реч и диктира ујка Васи шта да записује. Сава има захтев да му се изради државна пензија, а на опаску да никада није био чиновник у државној служби, одговара да он да је служио државу не би ни долазио да тражи пензију од Живке него би је тражио од државе. Након што фамилија оде, Анка и Чеда се сретну, он је пољуби у образ и обећа да ће доћи у њену собу. У наредној сцени стиже почасни конзул Риста Тодоровић и затиче само Чеду. Чеда, схвативши ко је у питању, представља му се као ујка Васа. Не слутећи да је обманут, Риста започиње пријатељски разговор и у поверењу, лажном ујка Васи каже да је Чеди постављена замка и да чекају да га затекну у Анкиној соби. Чеда онда преплаши Ристу како ће Дарин муж доћи са револвером и позове Анку и замоли је да одведе Ристу у своју собу и закључа. Чеда позове Раку и да му динар да никоме не каже да он сада иде у Анкину собу, а поготово да не каже Живки. Рака одмах оде и каже мајци да је Чеда код Анке, али не пре него што од ње добије два динара. Живка се томе обрадује, позове писара, два жандарма и два сведока. Међутим, дошавши у Анкину собу, тамо затекну Ристу. Живка сазнаје да је сплетку приредио Чеда и заклиње се да ће још вечерас бити премештен у Ивањицу.

#### Четврти чин
На почетку четвртог чина Анка, Рака, ујка Васа и Пера писар се надмећу ко ће купити више бројева новина у којима је изашао чланак о госпођи Министарки. Рака чита чланак у којем се говори о једном чудном старом обичају у једном делу Кине у којем, ако се некоме допадне удата жена, он је проси без обзира на то што она има живог мужа. Такав случај се ових дана десио у кући мандарина Си-по-по (алузија на Симу Поповића), тако што се у његову жену, једну одвратну бабу, заљубио Ни-ни-ко (алузија на Др Нинковића). Истовремено, како новине пишу, неки Ка-ра-гу (алузија на Ристу Тодоровића) долази да проси њену удату ћерку. Помиње се и собарица А-ки-ка (алузија на Анку). У следећој сцени, Дара пакује ствари пошто јој је муж разрешен дужности и премештен у Ивањицу. Чеда јој саопштава да је он аутор чланка и током краће препирке каже јој да другачије није могло јер је Живка направила лудницу од куће и како њу удаје поред живог мужа, а себи сређује љубавника. Дара одбија да поверује у то, на шта јој Чеда каже да изађе на улицу и да чује како јој се цео свет смеје. У међувремену, Живка бесни и хоће да убије аутора само када би сазнала ко је. Стиже шегрт са писмом од Ристе који јој саопштава да није жалио новца да дозна име писца и да је то ујка Васа. Забуна се разрешава, с обзиром на то да је Риста за Чеду мислио да је ујка Васа, тако да се сазнаје да је ипак Чеда писац чланка. Живка прети како ће га отровати мишомором као пацова, а ујка Васа је смирује. Она зове телефоном мужа који је љут због свих збивања, па Живка даје слушалицу ујка Васи. Ујка Васа јој препричава разговор и каже како је најављена седница Министарства унутрашњих дела и да ће том приликом бити речи о скандалу који је она узроковала. Долази и госпа Ната, бивша министарка. Стиже писмо од Нинковића у којем он даје оставку на дужност љубавника што је Нати, из искуства, поуздан знак да је оставку дао и министар. Живка хоће да иде у министарство, да упадне на седницу владе, да поцепа оставку и да им каже да прво сваки почисти пред својом кућом, па нека онда брине о угледу Владе. Покушавају да је одврате, али она се облачи и на излазу из куће среће мужа који јој саопштава да је поднео оставку због ње. Она га грди, Рака виче „Доле Влада!“. Живка на крају представе прети Чеди да ће се носити док је света и века и да неће више мирно ни ока склопити. Дари каже да се пакује за Ивањицу, али да неће путовати салон-вагоном него трећом класом. Ујка Васи поручује да оде и оптрчи фамилију и да свима јави да није више министарка. Живка напослетку прилази публици и обраћа се речима:
А што се ви церекате мојој судбини? Не заборавите да сад нисам министарка па не морам више да будем отмена, и онда нека вам не буде криво ако распалим језиком по вама! 'Ајде идите кући, идите, нећете ваљда до краја да ми стајете на муку. Идите и немојте ђаво да вас однесе да ме оговарате, јер, ко зна, данас-сутра могу ја опет бити министарка. Само док се заборави ово нешто мало бруке, ево мене опет, па после да не будете: што нам ниси казала. 'Ајде 'ајде, идите сад!...— Цитат из комедије, завршна сцена четвртог чина

## Извођења

### Народно позориште у Београду

#### Прво извођење
Прво извођење комедије било је у Народном позоришту У Београду. После свега девет проба које је водио глумац и редитељ Витомир Богић, премијера је одиграна 25. маја 1929. године, и доживела велики успех код публике. Позоришна критика, са друге стране, није била наклоњена комаду и замерала је Нушићу на неинвентивности, приземности, коришћењу јефтиних и вулгарних вицева у циљу придобијања популарности, славе и новца. Представа је у овом извођењу оборила све до тада познате рекорде: педесету представу Министарка је прославила пре првог рођендана, а за тринаест сезона одиграна је 200 пута. Од тога, преко 150 пута Живку је играла Жанка Стокић, а уз њу, ову улогу је играла и Јованка Јовановић Дворниковић.

#### Друго извођење
Након ослобођења Београда у Другом светском рату, Госпођа министарка је обновљена на сцени Народног позоришта, 10. октобра 1945, сада у режији Драгољуба Гошића. С обзиром на то да је Жанка Стокић у то време била тешко болесна и у кућној изолацији, одузете грађанске части и права да се бави глумом, њену улогу преузеле су Невенка Микулић и Милева Бошњаковић (у ранијој подели слушкиња Анка и Живкина ћерка Дара). У овој подели представа је играна три године након чега је улогу Живке преузела Љубинка Бобић која је у претходним поделама играла Министаркиног сина Раку. Друга поставка Госпође министарке, уз једну обнову (1952), налазила се на репертоару осам година, а одиграна је 70 пута. Остаће забележено да је у насловној улози једном гостовала и Мила Димитријевић, првакиња Хрватског Народног Казалишта из Загреба, 17. фебруара 1948.

#### Треће извођење
Након неколико година паузе, године 1955, режије се прихвата Душан Владисављевић. Премијера је играна 20. маја. Ова поставка није имала много успеха, доживела је три сезоне, односно 27 реприза. Улогу Живке Поповић равноправно су делиле Љубинка Бобић и Дара Вукотић (Плаовић).

#### Четврто извођење
Нов живот Госпођа министарка је започела у оквиру прославе 100 година од рођења Нушића и 75 година његовог присуства на сцени Народног позоришта. У режији Браслава Борозана, са Љубинком Бобић као Живком, ова представа је играна преко 200 пута, све до два месеца пред Љубинкину смрт 1978. године. Након 30 година у улози Министарке, поменула је како јој је једном приликом Нушић рекао да ће наследити Жанку, на шта се она запрепастила. Па ипак, као некад Жанку, и њу су пролазници на улици ословљавали са „Живка” или „Министарка”. На сцени, играла је Министарку преко 300 пута, у Београду и читавој земљи, али и у Софији, Букурешту и Москви. За ту улогу је добила и велико признање, Плакету Народног позоришта.

#### Пето извођење
Пета постава на челу са Оливером Марковић у улози Живке и редитеља др Миленка Мисаиловића опстала је на репертоару само две сезоне, од 22. новембра 1982. до јуна 1984. и за то време представа је одиграна 50 пута.

#### Шесто извођење
Након двадесет година одсуствовања са сцене Народног позоришта, Госпођа министарка је враћена на Велику сцену 10. марта 2004, у режији Јагоша Марковића и са Радмилом Живковић у насловној улози. Представа је током прва четири месеца учествовала на бројним фестивалима и освојила вредне награде и друга признања, међу којима је најзначајнија Награда „Жанка Стокић", чији је лауреат Радмила Живковић.

### Позориште „Бошко Буха“
У режији Татјане Мандић Ригонат, на дан рођења Бранислава Нушића, 8. октобра 2013. године, премијерно је изведена Госпођа министарка у једном новом руху. Све улоге у комаду глуме мушкарци, осим Живкиног сина Раке, чију улогу тумачи жена и представља опозицију остатку ликова. Лик Живке тумачи Горан Јевтић, док лик Раке тумачи Катарина Марковић.

#### Позоришна травестија у адаптацији комедије
Пресвлачење глумаца у позоришним комадима датира од самог настанка позоришта и не представља нов концепт. У доба Античке Грчке и у време Шекспира, све улоге у позоришним комадима глумили су мушкарци јер се сматрало неприхватљивим да жене глуме у позоришту. Травестија - појава преоблачења, односно прерушавања је уметнички поступак којим се у позоришту гледаоцима скреће пажња на важност самог лика или радње, то је покушај да се гледаоци заинтересују или једноставно забаве. Међутим, осим овог, примарног циља, у конкретној адаптацији Госпође министарке у изведби Позоришта Бошко Буха, овај поступак има и секундарни циљ, а то је да се укаже на општу травестију друштва односно на прерушавање на друштвеној и политичкој сцени у циљу борбе за власт или добијање неке врсте моћи над појединцем или друштвом у целини и стицање личне користи. Он указује на проблем искварености друштва, изврнуте реалности, маскирање стварног стања и приказивање само оних поступака и ставова појединаца који им иду у прилог.
Ауторка представе, о значају и разлозима за коришћење овог уметничког поступка, каже:
Прерушавање је својство племените позоришне игре која ствара смисао и трага за истинама о човеку, животу, друштву. Али игре прерушавања одлика су и политичког живота, део свакодневне матрице стварања пожељних „имиџа“ на тржишту борбе за власт и моћ. Прерушавају се и људи и идеје. Општа травестија. Жанр свакодневнице. Властохлепље укида и разум. Некада су у позоришту све улоге играли мушкарци јер је друштвено неприхватљиво било да жене глуме. Та позоришна пракса данас је огледало за нове пуританце и малограђане којима је неприхватљиво штошта, можда и да мушкарци глуме жене и жене мушкарце.— Татјана Мандић Ригонат
Инспирацију за употребу травестије у представи, режисерка проналази у времену у ком живи. Главног лика, министарку Живку Поповић, у представи тумачи мушкарац. Иако је у адаптацији комада коришћен специфичан метод, он се труди да покаже да су и комад и његови ликови и данас врло актуелни. Представа почиње песмом Јована Јовановића Змаја, „Српска политика“. Цео глумачки ансамбл стоји на бини, неко маскиран, неко маскиран до пола, а неко без маске, и певају: 
Где је српска политика?
Је л’ кувана ил’ је пресна?
Је л’ скромна ил’ је бесна?
Је л’ жедна ил’ је гладна?
Или игра или свира?
Ил’ се мало рестаурира?
Ил’ издише ил’ се рађа?
Ил’ јој каква баба врача?
Или пузи или седи?
Ил’ се смеје ил’ се једи?
Је л’ у двору богатоме?
Ил’ у гнезду враниноме?
Има л’ цуцлу или звечку?
Ил’ је гдегод у запећку?
Је л’ у служби ил’ у миру?

Ил’ у каквом манастиру?— Јован Јовановић Змај
Најпре на сцену, без маске, излази Горан Јевтић, који глуми Живку министарку. Пред публиком се изјашњава као мушкарац, а потом се преоблачи у женску одећу и ставља перику. У првом чину, Живка и породица ишчекују вести да ли је Живкин муж Сима постао министар. Живка ставља венац белог лука око врата, потом вади кандило и кади позорницу, и заједно се са ћерком и служавком која држи Свето писмо, моли испред Симине и своје слике са венчања. У ишчекивању, Живка отвара и пророчке карте, не би ли предвидела будућност. То је и први наговештај да жели да постане „министарка“, пре свега да би садашње министарке избацила из фотеља. Нушић је Живку представио као необразовану, доброћудну жену из предграђа, којој се указала прилика да постане министрова жена. Када се Сима појави, као министар, са пратњом трубача и са српском заставом која се вијори, Живка као омађијана гледа у цилиндар на Симиној глави, симбол моћи и власти, скида шешир са његове главе и ставља га на своју, а мужа баца на канабет. Потом сама креће ка публици, и тако обучена у кућну хаљину, са белим луком око врата и цилиндром на глави, диже три прста у вис и еуфорично пева једине две речи химне које зна „Боже правде!“
Режисерка представе, о актуелности ликова, каже:
Време у којем живим позвало ме је да га мислим кроз Нушића, кроз његово љуто духовито комедиографско перо. Његови ликови нису безазлени, и кад им се смејем, ја их се и плашим. Одавно су се размилели свуда око мене, скројили друштво по сопственој мери, па се они данас нама смеју. Министарку је Нушић писао тридесетих година прошлог века, у околностима развоја капитализма и грађанског класног друштва  између два рата, а знамо шта су тридесете године изнедриле – и фашизам и национализам и тоталитаризам. Остајући у визуелном оквиру тридесетих, желела сам да подвучем континуитет друштвених деформација, менталитетских заума. Волела бих да Нушић није мој савременик, да је по његовом свету пала космичка прашина, али данас његова актуелност боли и на нивоу реченице и ситуације, и друштвене дијагнозе.— Татјана Мандић Ригонат

## Лица и улоге
| Лик                                       | Народно позориште | Позориште „Бошко Буха“                          |
| ----------------------------------------- | --- | ----------------------------------------------- |
| Живка Поповић                             | Жанка Стокић Јованка Јовановић Дворниковић Невенка Микулић Милева Бошњаковић Љубинка Бобић Мила Димитријевић Дара Вукотић Оливера Марковић Радмила Живковић | Горан Јевтић                                    |
| Сима Поповић                              | Милош Ђорђевић | Михаило Тодоровић                               |
| Чеда Урошевић                             | Александар Срећковић | Милош Влалукин                                  |
| Дара                                      | Олга Одановић | Урош Јовчић                                     |
| Рака                                      | Марко Јањић, Михаило Лађевац | Катарина Марковић                               |
| Анка                                      | Дејана Миладиновић | Немања Оливерић                                 |
| Пера писар                                | Раде Марковић, Михајло Лађевац | Саша Симовић                                    |
| Момак из административног                 | | Растко Вујисић, Предраг Грујић                  |
| Др Нинковић                               | Борис Комненић | Иван Михаиловић, Дамјан Кецојевић, Виктор Савић |
| Риста Тодоровић, почасни конзул Никарагуе | Маига Хамадахамане | Ненад Ненадовић                                 |
| Ујка Васа                                 | Предраг Тасовац, Бранко Видаковић | Властимир Велисављевић, Бранко Цвејић           |
| Тетка Савка                               | Милка Лукић | Драгољуб Денда                                  |
| Тетка Даца                                | Анђелка Миливојевић Тадић, Ксенија Јовановић | Бранислав Платиша                               |
| Соја распуштеница                         | Душанка Стојановић Глид, Бојана Бамбић | Жарко Степанов, Стојан Ђорђевић                 |
| Теча Јаков                                | Бранко Јеринић | Александар Горанић, Мирослав Жужић              |
| Миле                                      | | Небојша Рако                                    |
| Јова Поп Арсин                            | | Дарко Ивић                                      |
| Сава Мишић                                | Дарко Томовић | Стефан Ковачевић                                |
| Пера Калинић                              | Душко Премовић | Срђа Бјелогрлић                                 |
| Госпа Ната, бивша министарка              | | Марко Јањић                                     |
| Панта                                     | Радован Миљанић |                                                 |
| Жандарми                                  | Иван Николић | Миљан Миљановић, Ален Алидини                   |
| Учитељица                                 | Соња Кнежевић |                                                 |
| Бистро дете                               | Михаило Лађевац, Иван Николић |                                                 |

## Награде
- 43. Позоришни фестивал најбољих комедиографских остварења Србије „Дани комедије“: У режији Татјане Мандић Ригонат и изведби позоришта „Бошко Буха“ награда „Мија Алексић“ за најбољу представу по мишљењу жирија и награда „Миодраг Петровић - Чкаља“ за најбољу представу по мишљењу публике, статуета „Јованча Мицић“ и специјална диплома дневног листа „Политика“[5]
- Стеријино позорје: Радмила Живковић добитник награде публике за најбоље глумачко остварење на 40. Позорју[1]
- Глумачке свечаности „Миливоје Живановић” у Пожаревцу: Радмила Живковић добитник награде стручног жирија и награде публике за најбољу глумицу вечери - плакета „Спомен на глумца”, као и награде стручног жирија за најбољу глумицу на Фестивалу - статуета са ликом Миливоја Живановића[1]
- Фестивал Нушићеви дани у Смедереву: Радмила Живковић добитник награде публике за најуспешније глумачко остварење на Фестивалу - плакета са ликом Бранислава Нушића, а представа Госпођа министарка је проглашена за најбољу представу на Фестивалу и освојила статуету Бранислава Нушића
- Награда „Жанка Стокић", лауреат Радмила Живковић

## Занимљивости
- У Београду је постојао трговац Риста Тодоровић који је 1924. године био у фокусу јавности због судског спора са девојком Радмилом Начић.[6]
- Филмовање комада је планирано још 1939. године,[7] а коначно остварено 1958, праћено са три телевизијска филма, 1966, 1978 и 1989.